# Barnarpsgatan

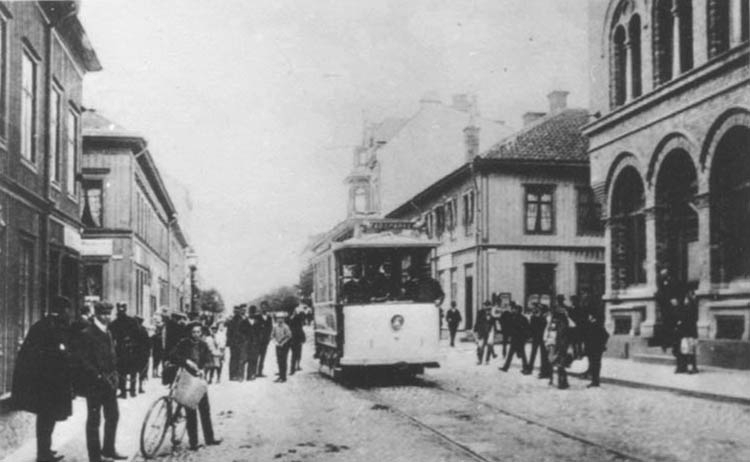
Spårvagn med öppna plattformar på Barnarpsgata] vid hörnet mot Brunnsgatan, före 1912

Barnarpsgatan är en gata i stadsdelarna Söder och Väster i Jönköping. Den går i syd-nordlig riktning från Jordbron vid Tabergsåns mynning i Munksjön till Järnvägsgatan vid Vättern. Den var ursprungligen infartsgatan till Jönköping söderifrån från Växjö och senare Skåne och var till 1970-talet en del av Riksväg 1 (numera E4,  som gick mellan Helsingborg och Stockholm. 
Jönköping grundades på 1200-talet och den medeltida staden byggdes väster om Hamnkanalen. Staden brändes helt ned 1612 inför en väntad attack av danskarna, och när den återuppbyggdes från 1620-talet anlades den i sin helhet öster om Hamnkanalen på den sandiga reveln Sanden mellan Munksjön och Vättern. Under andra hälften av 1800-talet skedde en återuppbyggnad av stadsbebyggelse väster om Hamnkanalen, i vad som då kallades Förstaden, senare Väster, eller Västra centrum. Västra Storgatan blev huvudstråk i öst-västlig riktning och Barnapsgatan i nord-sydlig.
På Barnarpsgatan anlades spårvagnsspår för Jönköpings spårvägar från spårvagnshallarna på Gjuterigatan, men linjerna till Söder gick på Klostergatan, Torpagatan och Tabergsgatan till Torpa och Jordbron.

## Byggnader och platser vid Barnarpsgatan
- Helmershus
- Jönköpings spårvägars spårvagnshallar
- Jönköpings läns centrallasarett
- Stora Limugnen
- Mariedal
- Ottonin Ljungqvists disponentvilla på Munksjö bruks fabriksområde
- Munksjö bruk
- Munkplan
- Högskolan i Jönköping

## Bildgalleri

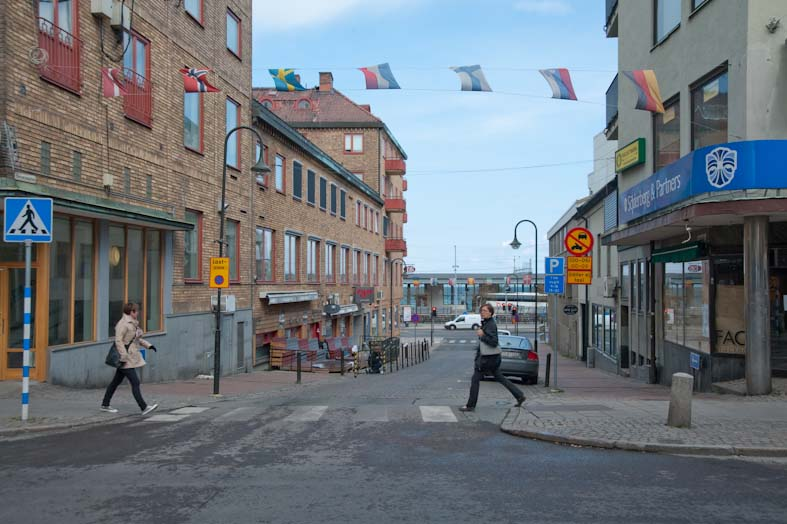
Barnarpsgatans norra ände mot Vättern, efter korsningen med Västra Storgatan. I huset till vänster låg tidigare huvudpostkontoret i Jönköping.